# Schönau (Bad Heilbrunn)
Schönau ist ein Ortsteil der Gemeinde Bad Heilbrunn im oberbayerischen Landkreis Bad Tölz-Wolfratshausen. Der Weiler liegt circa 500 Meter nordwestlich von Bad Heilbrunn.

## Baudenkmäler
Siehe auch: Liste der Baudenkmäler in Bad Heilbrunn#Andere Ortsteile
- Bauernhaus